# Anders Golding
Anders Christian Golding, född 12 maj 1984 i Ålborg, är en dansk sportskytt.
Golding blev olympisk silvermedaljör i skeet vid sommarspelen 2012 i London.